# Fuentealbilla (kommun)
Fuentealbilla är en kommun i Spanien.   Den ligger i provinsen Provincia de Albacete och regionen Kastilien-La Mancha, i den centrala delen av landet, 220 km sydost om huvudstaden Madrid. Antalet invånare är 2 013. Arean är 108 kvadratkilometer. Fuentealbilla gränsar till Abengibre, Casas Ibáñez, Alcalá del Júcar, Jorquera, Valdeganga, Mahora, Golosalvo, Cenizate och Villamalea. 
Terrängen i Fuentealbilla är platt.